# Japan Karate Federation Wadokai
Ne doit pas être confondu avec Wado Kokusai Karaté-Do Renmei ou Wado Ryu Renmei.
Pour les articles homonymes, voir JKF.
La Japan Karate Federation Wadokai ou JKF Wadokai, en japonais, Zen Nihon Karatedo Renmei Wadokai (全日本 空手道 和道会), est une organisation internationale comptant parmi les trois groupes principaux de karaté wadō-ryū. 

## Historique
C'est aussi la plus ancienne de ce style (1964) et compte plus de 850.000 membres parmi le monde, dont à peu près 180.000 sont ceintures noires.

### Quelques dirigeants
- Toru Arakawa, 9e dan hanshi
- Hideho Takagi, 8e dan hanshi